# Euptilotis neoxenus
Euptilotis neoxenus là một loài chim trong họ Trogonidae.